# Wyzwalennie (rejon dzierżyński)
Wyzwalennie (biał. Вызваленне; ros. Вызволенье, Wyzwolenje) – wieś na Białorusi, w obwodzie mińskim, w rejonie dzierżyńskim, w sielsowiecie Demidowicze, nad Usą.